# ژرژ کورافاس
ژرژ کورافاس (یونانی: Γιώργος Χωραφάς؛ زادهٔ ۷ دسامبر ۱۹۵۲) بازیگر سینما، تئاتر و تلویزیون اهل فرانسه است.
از فیلم‌ها یا برنامه‌های تلویزیونی که وی در آن نقش داشته‌است می‌توان به اندکی ادویه، فرار از لس آنجلس، کریستوف کلمب: اکتشاف، بداهه و بدون دخترم هرگز اشاره کرد.